# IFK Göteborg
IFK Göteborg je švédský fotbalový klub z Göteborgu. Je to jediný klub ze Skandinávie, který vyhrál evropský pohár, a to dokonce 2x (Pohár UEFA v letech 1982 a 1987).

## Vítězství

### Domácí soutěže
- Allsvenskan: 1934–35, 1941–42, 1957–58, 1969, 1982, 1984, 1990, 1991, 1993, 1994, 1995, 1996, 2007
- Svenska Champions: 1908, 1910, 1918, 1934–35, 1941–42, 1957–58, 1969, 1982, 1983, 1984, 1987, 1990, 1991, 1993, 1994, 1995, 1996, 2007
- Mästerskapsserien: 1991
- Allsvenskan play-off: 1982, 1983, 1984, 1987, 1990
- Svenska Serien: 1912–13, 1913–14, 1914–15, 1915–16, 1916–17
- Fyrkantserien: 1918, 1919
- Svenska Mästerskapet: 1908, 1910, 1918
- Svenska Cupen: 1978–79, 1981–82, 1982–83, 1991, 2008, 2013, 2015, 2020
- Supercupen: 2008

### Evropské soutěže
- Pohár UEFA: 1981–82, 1986–87

## Známí hráči
- Jari Rantanen
- Glenn Hysén
- Andreas Ravelli [1]
- Thomas Ravelli [1]
- Marek Hamšík (6 zápasů)